# Équipe cycliste Thailand Continental
L'équipe cycliste Thailand Continental (officiellement Thailand Continental Cycling Team) est une équipe cycliste continentale thaïlandaise créée en 2017 et participant aux circuits continentaux de cyclisme et en particulier l'UCI Asia Tour. 

## Histoire
L'équipe est créée sous la forme d'une équipe continentale en 2017.

## Principales victoires

### Championnats internationaux
- Jeux d'Asie du Sud-Est : 1[n 1]
  - Course en ligne : 2017 (Navuti Liphongyu)

### Courses par étapes
- Tour d'Indonésie : 2018 (Ariya Phounsavath)

### Championnats nationaux
- Championnats de Thaïlande sur route : 3
  - Course en ligne : 2023 (Noppachai Klahan)
  - Contre-la-montre : 2020 (Sarawut Sirironnachai) et 2023 (Peerapol Chawchiangkwang)

## Classements UCI
L'équipe participe aux épreuves des circuits continentaux et en particulier de l'UCI Asia Tour. Les tableaux ci-dessous présentent les classements de l'équipe sur les différents circuits, ainsi que son meilleur coureur au classement individuel.
UCI Asia Tour
| UCI Asia Tour | UCI Asia Tour          | UCI Asia Tour                             | UCI Asia Tour |
| Année         | Classement par équipes | Meilleur coureur au classement individuel |               |
| ------------- | ---------------------- | ----------------------------------------- | ------------- |
| 2017          | 59e                    | Ariya Phounsavath (279e)                  |               |
| 2018          | 6e                     | Peerapol Chawchiangkwang (7e)             |               |
| 2019          | 27e                    | Sarawut Sirironnachai (63e)               |               |
| 2020          | 4e                     | Sarawut Sirironnachai (4e)                |               |
| 2021          | 6e                     | Peerapol Chawchiangkwang (23e)            |               |
| 2022          | 10e                    | Sarawut Sirironnachai (15e)               |               |
| 2023          | 5e                     | Thanakhan Chaiyasombat (18e)              |               |
|               |                        |                                           |               |
| Source : UCI  |                        |                                           |               |

L'équipe est également classée au Classement mondial UCI qui prend en compte toutes les épreuves UCI et concerne toutes les équipes UCI.
| Classement mondial | Classement mondial     | Classement mondial                        | Classement mondial |
| Année              | Classement par équipes | Meilleur coureur au classement individuel |                    |
| ------------------ | ---------------------- | ----------------------------------------- | ------------------ |
| 2017               | -                      | Ariya Phounsavath (1660e)                 |                    |
| 2018               | -                      | Peerapol Chawchiangkwang (295e)           |                    |
| 2019               | 159e                   | Sarawut Sirironnachai (1120e)             |                    |
| 2020               | 48e                    | Sarawut Sirironnachai (264e)              |                    |
| 2021               | 100e                   | Peerapol Chawchiangkwang (857e)           |                    |
| 2022               | 90e                    | Sarawut Sirironnachai (496e)              |                    |
| 2023               | 53e                    | Thanakhan Chaiyasombat (409e)             |                    |
|                    |                        |                                           |                    |
| Source : UCI       |                        |                                           |                    |

## Thailand Continental Cycling Team en 2022
| Cycliste                     | Date de naissance | Nationalité | Équipe 2021                              |  |
| ---------------------------- | ----------------- | ----------- | ---------------------------------------- |  |
| Thurakit Boonratanathanakorn | 18 mars 1989      | Thaïlande   | Thailand Continental Cycling Team        |  |
| Thanakhan Chaiyasombat       | 26 juin 1999      | Thaïlande   | Thailand Continental Cycling Team        |  |
| Peerapol Chawchiangkwang     | 17 octobre 1986   | Thaïlande   | Thailand Continental Cycling Team        |  |
| Noppachai Klahan             | 9 décembre 2000   | Thaïlande   | Thailand Continental Cycling Team        |  |
| Navuti Liphongyu             | 18 octobre 1991   | Thaïlande   | Thailand Continental Cycling Team        |  |
| Yuttana Mano                 | 26 mars 1997      | Thaïlande   | Thailand Continental Cycling Team        |  |
| Warut Paekrathok             | 24 avril 1999     | Thaïlande   | Thailand Continental Cycling Team (2019) |  |
| Ariya Phounsavath            | 2 mars 1991       | Laos        | Thailand Continental Cycling Team        |  |
| Thanawut Sanikwathi          | 13 juin 1993      | Thaïlande   | Thailand Continental Cycling Team        |  |
| Sarawut Sirironnachai        | 23 août 1992      | Thaïlande   | Thailand Continental Cycling Team        |  |
| Ratchanon Yaowarat           | 15 août 1999      | Thaïlande   | Thailand Continental Cycling Team (2019) |  |
| Setthawut Yordsuwan          | 18 mars 1994      | Thaïlande   | Thailand Continental Cycling Team (2019) |  |